# Калао червонодзьобий
Калао червонодзьобий (Rhabdotorrhinus leucocephalus) — вид птахів родини птахів-носорогів (Bucerotidae).

## Поширення
Ендемік Філіппін. Поширений на острові Мінданао та його двох невеликих супутниках Каміґуїн і Дінагат. Час від часу відвідує острів Сіаргао. Мешкає переважно у вічнозелених тропічних лісах нижче 1000 метрів.

## Опис
Птах-носоріг середнього розміру. Хвіст самця в середньому становить 23,6 см, у самиці трохи коротший, розміром 22,2 см. Дзьоб самця сягає в середньому 14,5 сантиметрів, самиці в середньому на один сантиметр коротший. Статевий диморфізм ледь виражений. Верхівка і задня частина шиї темно-коричневі, тіло і крила чорні з металевими відблисками на верхній частині тіла. Обличчя, передня частина шиї і верхня частина грудей білі. Однак у багатьох екземплярів груди мають кремовий колір через звичку, характерну для всіх носорогов, обсипати своє оперення секретом уропігійної залози. Хвіст білий з чорним кінчиком. Дзьоб червоний і на проксимальній частині нижньої гілки має ряд синіх і чорних борозен. Шолом високий і вузький і різко закінчується посередині дзьоба. Гола шкіра навколо очей і великий горловий мішок без пір’я яскраво-оранжевого кольору. Очі червоні, ноги і ступні чорні. Дорослі самиці дуже нагадують самців. Однак вони менші і мають повністю чорну голову і шию. Крім того, їх шолом, на відміну від шолома самців, не має тенденції зморщуватися зверху. Борозни на нижній гілці дзьоба коричневі, а не чорно-сині, як у самця. Загалом дзьоб також дещо світліший.